# アルタイセッケイ
アルタイセッケイ (アルタイ雪鶏、学名：Tetraogallus altaicus)は、キジ目キジ科に分類される鳥類の一種である。

## 分布
カザフスタンからロシア南部、中国西部、モンゴルにかけて分布する。

## 形態
体長約59 cm。体の上面は暗い灰色で、肩羽は灰色に黄色がかった白色の斑が入る。腰から尾は灰色である。顔から胸にかけては灰色で、胸に黒斑がある。腹は白色である。嘴は薄い黄色、脚は赤色で距が1対ある。

## 生態
海抜2000 m以上の草原や疎林に生息する。
植物の根や種子、苔、シダ類、昆虫類を食べる。
地上の浅い窪地に営巣し、1腹6-9個の卵を産む。